# Сент-Илер-де-Кур
Сент-Иле́р-де-Кур (фр. Saint-Hilaire-de-Court) — коммуна во Франции, находится в регионе Центр. Департамент — Шер. Входит в состав кантона Вьерзон-2. Округ коммуны — Вьерзон.
Код INSEE коммуны — 18214.
Коммуна расположена приблизительно в 185 км к югу от Парижа, в 80 км южнее Орлеана, в 32 км к северо-западу от Буржа.

## Население
Население коммуны на 2008 год составляло 713 человек.
| 1962 | 1968 | 1975 | 1982 | 1990 | 1999 | 2008 |
| ---- | ---- | ---- | ---- | ---- | ---- | ---- |
| 260  | 265  | 308  | 668  | 794  | 735  | 713  |

## Администрация
| Период | Период | Фамилия        | Партия                              | Примечания |
| ------ | ------ | -------------- | ----------------------------------- | ---------- |
| 1989   | 2008   | Ален Руссо     | Французская коммунистическая партия |            |
| 2008   | 2014   | Жан-Клод Тузла | Французская коммунистическая партия |            |

## Экономика

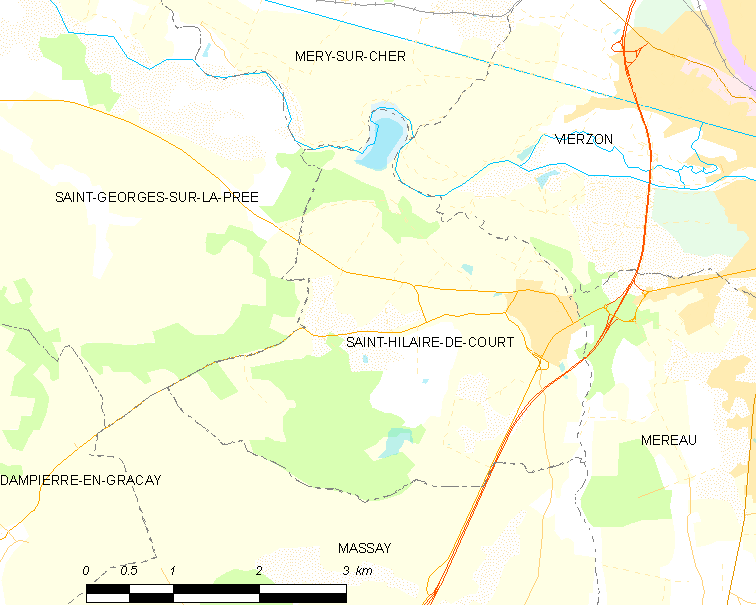
Карта коммуны

В 2007 году среди 509 человек в трудоспособном возрасте (15-64 лет) 395 были экономически активными, 114 — неактивными (показатель активности — 77,6 %, в 1999 году было 72,7 %). Из 395 активных работали 364 человека (192 мужчины и 172 женщины), безработных было 31 (19 мужчин и 12 женщин). Среди 114 неактивных 35 человек были учениками или студентами, 51 — пенсионерами, 28 были неактивными по другим причинам.

## Достопримечательности
- Замок Ла-Бёврьер (XII век)
- Часовня (XV век)